# Coelotes shimajiriensis
Coelotes shimajiriensis là một loài nhện trong họ Amaurobiidae.
Loài này thuộc chi Coelotes. Coelotes shimajiriensis được miêu tả năm 2000 bởi Shimojana.